# 馬達加斯加阿里亞里
马达加斯加阿里亞里（Ariary）是馬達加斯加的法定貨幣，其ISO 4217名稱為MGA。
阿里亞里也是全數少數非十進制貨幣之一，每1阿里亞里分為5分，而當地的分稱為iraimbilanja。在馬國從法國獨立後，馬國通行馬達加斯加法郎和阿里亞里兩種貨幣，當中法郎為國家的正式貨幣。至2005年1月1日，馬法郎停止流通，全面轉用阿里亞里，每1馬法郎可兌0.2阿里亞里。

## 流通中的貨幣

### 硬幣

馬達加斯加現在流通的硬幣系列。

- 1 阿里亞里
- 2 阿里亞里
- 5 阿里亞里
- 10 阿里亞里
- 20 阿里亞里
- 50 阿里亞里

### 紙幣
- 100 阿里亞里

馬達加斯加在2003年和2004年發行的紙幣系列。

  - 正面：旅人蕉、黥基·德·贝马拉哈自然保护区
  - 背面：安齊拉納納
- 200 阿里亞里
  - 正面：建築
  - 背面：陪葬雕塑
- 500 阿里亞里
  - 正面：工匠
  - 背面：瘤牛
- 1000 阿里亞里
  - 正面：動物
  - 背面：剑麻
- 2000 阿里亞里
  - 正面：猴面包树属
  - 背面：梯田
- 5000 阿里亞里
  - 正面：阿拉伯帆船
  - 背面：海灘
- 10000 阿里亞里
  - 正面：宮殿
  - 背面：建築工程